# مؤامرة يمينية واسعة
«مؤامرة يمينية واسعة» هي نظرية مؤامرة شاعت بسبب مذكرة عام 1995 للباحث السياسي المعارض كريس ليهان ثم أشارت إليها في عام 1998 السيدة الأولى للولايات المتحدة آنذاك هيلاري رودهام كلينتون،  دفاعًا عن زوجها الرئيس بيل كلينتون، واصفة استمرار ادعاءات الفضيحة ضدها وضد زوجها، بما في ذلك فضيحة لوينسكي، بأنها جزء من حملة طويلة من قبل أعداء كلينتون السياسيين. وقد استخدم هذا المصطلح منذ ذلك الحين، بما في ذلك في سؤال طرح على بيل كلينتون في عام 2009 لوصف الهجمات اللفظية على باراك أوباما أثناء رئاسته المبكرة. ذكرت هيلاري كلينتون ذلك مرة أخرى خلال حملتها الرئاسية لعام 2016.

## مذكرة 1995
كتب كريس ليهان في عام 1995 مذكرة مؤلفة من 332 صفحة بعنوان «تدفق الاتصالات للإتجار بالمؤامرة» بتكليف من مارك فابياني. كانت الوثيقة الأولى التي تصف المؤامرات المحيطة بعائلة كلينتون، والتي عممتها هيلاري كلينتون فيما بعد بمصطلح «مؤامرة يمينية واسعة». ووصفت كيف نشرت وسائل الإعلام المحافظة على الإنترنت مثل ذا أميركان سبكتِتور نظريات المؤامرة حول انتحار فينس فوستر، والجدل حول وايت ووتر، وأحداث أخرى. وفقًا للمذكرة، انتشرت هذه المؤامرات من مراكز الفكر المحافظة إلى الصحف البريطانية، ثم إلى الصحافة الرئيسية.

## مقابلةبرنامج عرض اليوم
ردًا على الاتهامات المستمرة المحيطة باستثمار عائلة كلينتون في تنمية مشروع عقاري معروف باسم وايت ووتر في أواخر السبعينيات وأوائل الثمانينيات من القرن العشرين، عينت المدعية العامة لكلينتون جانيت رينو مستشارًا مستقلًا، كينيث ستار، للتحقيق في تلك الاتهامات في عام 1994. بدأ تحقيق ستار في التفرع إلى قضايا أخرى، من فايل غيت إلى ترافل غيت إلى تصرفات بيل كلينتون في القضية المدنية المتعلقة بالتحرش الجنسي المزعوم بباولا جونز قبل رئاسته. في سياق آخر لهذه الأحداث، وقعت المتدربة في البيت الأبيض مونيكا لوينسكي شهادة خطية بأنها لم تكن على علاقة بكلينتون، لكن ليندا تريب المقربة من لوينسكي سجلت محادثاتها الهاتفية وقدمت الشرائط التي تصف فيها مشاعرها تجاه الرئيس، والتي تدعي فيها لقاءاتها الحميمية معه لستار. طلِب من الرئيس الإدلاء بشهادته، وتصدرت الاتهامات بأنه كذب بشأن العلاقة تحت القسم عناوين الصحف الوطنية لأول مرة في 17 يناير 1998، عندما التقط القصة موقع ذا درودج ريبورت الإخباري الإلكتروني اليميني المحافظ. على الرغم من النفي السريع من الرئيس كلينتون، ازداد اهتمام وسائل الإعلام.
في 27 يناير 1998 ظهرت هيلاري كلينتون في برنامج عرض اليوم على قناة إن بي سي، في مقابلة مع ماثيو لور:
لور: لقد قلت لبعض الأصدقاء المقربين، أدرك أن هذه هي آخر معركة كبيرة، وأن هذا الجانب أو الآخر سيسقط هنا.
كلينتون: حسنًا، لا أعرف ما إذا قد كنت بهذه الدرامية. قد تبدو هذه كعبارة جيدة من فيلم. لكنني أعتقد أن هذه معركة. أعني، انظر إلى الأشخاص الذين يشاركون في هذا -فقد ظهروا في أماكن أخرى. القصة العظيمة هنا لأي شخص يرغب في العثور عليها والكتابة عنها وشرحها، إنها المؤامرة اليمينية الواسعة التي تآمرت على زوجي منذ اليوم الذي أعلن فيه عن ترشحه للرئاسة.
وشجبت كلينتون التكتيكات «ونوع الأجندة السياسية المكثفة في العمل هنا». يروي بوب ودورد في كتابه الأجندة (1994) أن السيدة الأولى في ذلك الوقت ادعت أنه عندما اتخذ زوجها قراره بالترشح للرئاسة في عام 1991، أفاد بأنه تلقى «تهديدًا مباشرًا من شخص ما في البيت الأبيض في عهد بوش، محذرًا إياه من أن الجمهوريين سوف يلاحقونه إذا ما هرب. ذكرت كلينتون أن رجل البيت الأبيض قال له (سنفعل كل ما في وسعنا لتدميرك شخصيا)».

## الاستخدامات اللاحقة
قال ديفيد بروك، وهو كاتب محافظ تحول إلى ليبرالي، إنه كان ذات يوم جزءًا من محاولة لإثارة فضيحة ضد كلينتون. في عام 1993، كان بروك، الذي كان وقتها في ذا أميركان سبكتِتور، أول من أبلغ عن مزاعم بولا جونز. أوضح بروك في كتابه أعمى من قبل اليمين أنه اعتذر شخصيًا لعائلة كلينتون، بعد معرفة المزيد عن الأحداث ودفعات التحفظ المحيطة ببولا جونز. لقد وثق تجربته في كتاب أعمى اليمين: ضمير المحافظين السابقين، إذ زعم أن جنود ولاية أركنساس قد أخذوا أموالًا مقابل الشهادة ضد كلينتون وهو ما نشره بروك في كتاب سابق. ناقش آدم كيرتز أيضًا المفهوم في سلسلته الوثائقية قوة الكوابيس. وافق بروك على ادعاء كلينتون بأنه كانت هناك «مؤامرة يمينية» لتشويه سمعة زوجها، لكنه تحفظ فقط على وصفها بأنها «واسعة»، لأن بروك يدعي أنها دُبرت بشكل أساسي من قبل عدد قليل من الأشخاص ذوي النفوذ. كما وصفت قناة إم إس إن بي سي التعليق بأنه كان موضع سخرية مرة واحدة، لكنه أخِذ الآن على محمل الجد من قبل «العديد من الديمقراطيين» الذين أشاروا إلى «الجهود الموثقة جيدًا التي يبذلها الممول المحافظ ريتشارد ميلون سكيف لتمويل شبكة من التحقيقات المناهضة لكلينتون».
قُدمت ادعاءات محددة بمثل هذا التمويل ضد المؤيد الجمهوري المحافظ والملياردير ريتشارد ميلون سكيف. لعب سكيف دورًا رئيسيًا في تمويل مشروع أركنساس للتحقيق مع الرئيس كلينتون، زعم مستشار البيت الأبيض السابق لكلينتون لاني ديفيس أن سكيف استخدم أمواله «لتدمير رئيس للولايات المتحدة». ادعى سكيف أنه علني بشأن إنفاقه السياسي (كيو. في.). صرحت سي إن أن في دراسة أجرتها وكالة الأنباء على سكيف، «إذا كانت مؤامرة، فهي مؤامرة مفتوحة للغاية».
كتبت هيلاري كلينتون في سيرتها الذاتية لعام 2003، «بالنظر إلى الوراء، أرى أنني ربما قد صغت وجهة نظري بشكل أكثر دهاءً، لكنني أؤيد توصيف تحقيق ستار [بغض النظر عن حقيقة لوينسكي]». بحلول عام 2007 قالت هيلاري كلينتون، مدفوعة بتجربتها، في ظهورها في الحملة الانتخابية الرئاسية إن المؤامرة اليمينية الواسعة قد عادت، مستشهدة بحالات مثل فضيحة التشويش على الهاتف في انتخابات مجلس الشيوخ في نيو هامبشاير عام 2002. في خطاب حملة آل فرانكن في مجلس الشيوخ لعام 2008، اعترف بيل كلينتون ببرنامجه الإذاعي إير أميركا ساخرًا أنه كان يتعامل مع «مؤامرة يمينية واسعة النطاق قبل أن يعترف الآخرون بوجودها».
عندما سئل الرئيس السابق كلينتون في برنامج قابل الصحافة في 27 سبتمبر 2009 عما إذا كانت المؤامرة اليمينية الواسعة متورطة في الهجمات على الرئيس باراك أوباما، قال «أوه، يمكنك أن تراهن. بالتأكيد. إنها ليست قوية كما كانت، لأن أمريكا تغيرت ديموغرافيًا، لكنها خبيثة كما كانت... عندما اتهموني بالقتل وكل هذه الأشياء».
شخصيتان أخريان استخدمتا هذه العبارة هما الاقتصادي الحائز على جائزة نوبل بول كروغمان والصحفي جو كوناسون. يشير كوناسون، في مقال بعنوان «المؤامرة اليمينية الواسعة عادت»، إلى لجنة العمل السياسي الوطنية للحزب الجمهوري ونيوزماكس، التي يديرها أعداء سابقون لبيل كلينتون والذين شنوا هجمات على الرئيس آنذاك باراك أوباما. رعت منظمة لجنة العمل السياسي الوطنية للحزب الجمهوري حملة إعلانية ضد أوباما في عام 2008 وصفها موقع FactCheck.org بأنها «واحدة من أبشع الإعلانات التلفزيونية الكاذبة للحملة». وكان أحد مالكي نيوزماكس «من بين أكثر المؤيدين إصرارًا لخرافة شهادة ميلاد أوباما»، وكان أحد المشجعين على القول بأن محامي البيت الأبيض في عهد بيل كلينتون فينس فوستر لم ينتحر ــكما قررت خمسة تحقيقات رسميةــ ولكنه قتل.